# Antonio María de Oriol
Antonio María de Oriol Urquijo, né le 13 septembre 1913 à Guecho et mort le 22 mars 1996, est un homme politique espagnol, ministre de la Justice dans les gouvernements Franco XII, XI et X.

## Biographie
Il est l'un des fils de José Luis Oriol.